# Рабанос
Рабанос (ісп. Rábanos) — муніципалітет в Іспанії, у складі автономної спільноти Кастилія-і-Леон, у провінції Бургос. Населення — 87 осіб (2010).
Муніципалітет розташований на відстані близько 210 км на північ від Мадрида, 34 км на схід від Бургоса.
На території муніципалітету розташовані такі населені пункти: (дані про населення за 2010 рік)
- Аларсія: 50 осіб
- Рабанос: 12 осіб
- Вільямудрія: 25 осіб

## Демографія
Динаміка населення (INE ):